# 826 هـ
826 هـ هي سنة في التقويم الهجري امتدت مقابلةً في التقويم الميلادي بين سنتي 1422 و1423.

## مواليد
- سبط المارديني

## وفيات
- المقداد السيوري
- ولي الدين العراقي